# Campeonato Paulista de Voleibol Feminino de 2022
O Campeonato Paulista de Voleibol Feminino de 2022 foi a quinquagésima edição desta competição organizada pela Federação Paulista de Volleyball.

## Participantes
| Equipe                                    | Cidade             | Última participação | Paulista 2021 |
| ----------------------------------------- | ------------------ | ------------------- | ------------- |
| Osasco Audax                              | Osasco             | Paulista 2021       | 1º            |
| Barueri VC                                | Barueri            | Paulista 2021       | 2º            |
| Sesi/Vôlei Bauru                          | Bauru              | Paulista 2021       | 3º            |
| E. C. Pinheiros                           | São Paulo          | Paulista 2021       | 4º            |
| Energis 8/São Caetano                     | São Caetano do Sul | Paulista 2021       | 5º            |
| AGEE-Atacadão/São Carlos                  | São Carlos         | Paulista 2021       | 6º            |
| Vôlei Valinhos/Vôlei Just For You/Vinhedo | Vinhedo            | Paulista 2020       | 5º            |
| Vôlei Taubaté                             | Taubaté            | Estreante           | -             |

## Forma de disputa
Na primeira fase as seis equipes jogaram entre si em turno único. As quatro melhores equipes avançaram para as semifinais, já as duas equipes vencedoras desta fase passaram para a final do campeonato, com disputa do set de ouro em caso de empate.
A classificação foi gerida da seguinte forma:
1. Maior número de partidas ganhas.
2. Maior número de pontos obtidos, que são concedidos da seguinte forma:
  - Partida com resultado final 3-0: 5 pontos para o vencedor e 0 pontos para o perdedor.
  - Partida com resultado final 3-1: 4 pontos para o vencedor e 1 pontos para o perdedor.
  - Partida com resultado final 3-2: 3 pontos para o vencedor e 2 pontos para o perdedor.
3. Proporção entre pontos ganhos e pontos perdidos (razão de pontos).
4. Proporção entre os sets ganhos e os sets perdidos (relação Sets).
5. Se o empate persistir entre duas equipes, a prioridade é dada à equipe que venceu a última partida entre as equipes envolvidas.
6. Se o empate persistir entre três equipes ou mais, uma nova classificação será feita levando-se em conta apenas as partidas entre as equipes envolvidas.

## Resultados

### Fase classificatória
Classificação da primeira fase.
- Todas as partidas seguem o horário local.

|     |                                           |     | Jogos | Jogos | Jogos | Resultados | Resultados | Resultados | Resultados | Resultados | Resultados | Sets | Sets | Sets | Pontos | Pontos | Pontos |
| Pos | Equipe                                    | Pts | T     | V     | D     | 3–0        | 3–1        | 3–2        | 2–3        | 1–3        | 0–3        | V    | P    | R    | V      | P      | R      |
| --- | ----------------------------------------- | --- | ----- | ----- | ----- | ---------- | ---------- | ---------- | ---------- | ---------- | ---------- | ---- | ---- | ---- | ------ | ------ | ------ |
| 1   | Sesi/Vôlei Bauru                          | 0   | 0     | 0     | 0     | 0          | 0          | 0          | 0          | 0          | 0          | 0    | 0    | MAX  | 0      | 0      | MAX    |
| 2   | Pinheiros                                 | 0   | 0     | 0     | 0     | 0          | 0          | 0          | 0          | 0          | 0          | 0    | 0    | MAX  | 0      | 0      | MAX    |
| 2   | Osasco Audax                              | 0   | 0     | 0     | 0     | 0          | 0          | 0          | 0          | 0          | 0          | 0    | 0    | MAX  | 0      | 0      | MAX    |
| 4   | Energis 8/São Caetano                     | 0   | 0     | 0     | 0     | 0          | 0          | 0          | 0          | 0          | 0          | 0    | 0    | MAX  | 0      | 0      | MAX    |
| 5   | Barueri                                   | 0   | 0     | 0     | 0     | 0          | 0          | 0          | 0          | 0          | 0          | 0    | 0    | MAX  | 0      | 0      | MAX    |
| 5   | Vôlei Valinhos/Vôlei Just For You/Vinhedo | 0   | 0     | 0     | 0     | 0          | 0          | 0          | 0          | 0          | 0          | 0    | 0    | MAX  | 0      | 0      | MAX    |
| 7   | AGEE-Atacadão/São Carlos                  | 0   | 0     | 0     | 0     | 0          | 0          | 0          | 0          | 0          | 0          | 0    | 0    | MAX  | 0      | 0      | MAX    |
| 8   | Vôlei Taubaté                             | 0   | 0     | 0     | 0     | 0          | 0          | 0          | 0          | 0          | 0          | 0    | 0    | MAX  | 0      | 0      | MAX    |

#### Primeira rodada
| Data   | Hora  |                  | Placar |                                           | Set 1 | Set 2 | Set 3 | Set 4 | Set 5 | Total  | Relatório    |
| ------ | ----- | ---------------- | ------ | ----------------------------------------- | ----- | ----- | ----- | ----- | ----- | ------ | ------------ |
| 12 ago | 00:00 | Pinheiros        | 3-1    | Energis 8/São Caetano                     | 25–23 | 25–21 | 23–25 | 28-26 |       | 101–69 | [ Relatório] |
| 14 ago | 00:00 | Barueri          | 3–1    | Vôlei Taubaté                             | 21–25 | 25–21 | 25–20 | 25-21 |       | 96–66  | [ Relatório] |
| 16 ago | 00:00 | Osasco Audax     | 3–0    | Vôlei Valinhos/Vôlei Just For You/Vinhedo | 25–13 | 25–13 | 25–13 |       |       | 75–39  | [ Relatório] |
| 17 ago | 00:00 | Sesi/Vôlei Bauru | 3–0    | AGEE-Atacadão/São Carlos                  | 25–14 | 25–13 | 25–12 |       |       | 75–39  | [ Relatório] |

#### Segunda rodada
| Data   | Hora  |                          | Placar |                                           | Set 1 | Set 2 | Set 3 | Set 4 | Set 5 | Total | Relatório    |
| ------ | ----- | ------------------------ | ------ | ----------------------------------------- | ----- | ----- | ----- | ----- | ----- | ----- | ------------ |
| 19 ago | 19:30 | Vôlei Taubaté            | 1–3    | Osasco Audax                              | 20–25 | 25–23 | 22–25 | 12-25 |       | 79–73 | [ Relatório] |
| 19 ago | 20:00 | Pinheiros                | 3–0    | Vôlei Valinhos/Vôlei Just For You/Vinhedo | 25–21 | 25–17 | 25–18 |       |       | 75–56 | [ Relatório] |
| 22 ago | 19:30 | Energis 8/São Caetano    | 1–3    | Sesi/Vôlei Bauru                          | 23–25 | 19–25 | 25–21 | 17-25 |       | 84–71 | [ Relatório] |
| 30 ago | 19:30 | AGEE-Atacadão/São Carlos | 0–3    | Barueri                                   | 15–25 | 21–25 | 23–25 |       |       | 59–75 | [ Relatório] |

#### Terceira rodada
| Data   | Hora  |                                           | Placar |                          | Set 1 | Set 2 | Set 3 | Set 4 | Set 5 | Total | Relatório    |
| ------ | ----- | ----------------------------------------- | ------ | ------------------------ | ----- | ----- | ----- | ----- | ----- | ----- | ------------ |
| 26 ago | 20:00 | Vôlei Valinhos/Vôlei Just For You/Vinhedo | 3–0    | Vôlei Taubaté            | –     | –     | –     | -     |       | 0–0   | [ Relatório] |
| 26 ago | 20:00 | Osasco Audax                              | 3–0    | AGEE-Atacadão/São Carlos | –     | –     | –     | -     |       | 0–0   | [ Relatório] |
| 27 ago | 20:00 | Barueri                                   | 2–3    | Energis 8/São Caetano    | –     | –     | –     | -     |       | 0–0   | [ Relatório] |
| 27 ago | 20:00 | Sesi/Vôlei Bauru                          | 3–1    | Pinheiros                | –     | –     | –     | -     |       | 0–0   | [ Relatório] |

#### Quarta rodada
| Data  | Hora  |                          | Placar |                                           | Set 1 | Set 2 | Set 3 | Set 4 | Set 5 | Total | Relatório |
| ----- | ----- | ------------------------ | ------ | ----------------------------------------- | ----- | ----- | ----- | ----- | ----- | ----- | --------- |
| 2 set | 19:30 | AGEE-Atacadão/São Carlos | 3–1    | Vôlei Taubaté                             | 25–12 | 14–25 | 25–19 | 25-18 |       | 89–56 | Relatório |
| 2 set | 20:00 | Energis 8/São Caetano    | 2–3    | Osasco Audax                              | 21–25 | 19–25 | 25–22 | 25-22 | 8-15  | 98–72 | Relatório |
| 2 set | 20:00 | Pinheiros                | 3–0    | Barueri                                   | 25–20 | 25–23 | 25–8  |       |       | 75–51 | Relatório |
| 2 set | 21:00 | Sesi/Vôlei Bauru         | 3–0    | Vôlei Valinhos/Vôlei Just For You/Vinhedo | 3–0   | 25–14 | 25–12 | 25–17 |       | 78–43 | Relatório |

#### Quinta rodada
| Data   | Hora  |                                           | Placar |                          | Set 1 | Set 2 | Set 3 | Set 4 | Set 5 | Total | Relatório |
| ------ | ----- | ----------------------------------------- | ------ | ------------------------ | ----- | ----- | ----- | ----- | ----- | ----- | --------- |
| 9 set  | 19:30 | Vôlei Taubaté                             | 1–3    | Energis 8/São Caetano    | 21–25 | 25–21 | 17–25 | 24-26 |       | 87–71 | Relatório |
| 9 set  | 20:00 | Vôlei Valinhos/Vôlei Just For You/Vinhedo | 3–1    | AGEE-Atacadão/São Carlos | 25–21 | 18–25 | 25–21 | 28-26 |       | 96–67 | Relatório |
| 9 set  | 20:30 | Osasco Audax                              | 0–3    | Pinheiros                | 21–25 | 24–26 | 19–25 |       |       | 64–76 | Relatório |
| 10 set | 19:00 | Barueri                                   | 0–3    | Sesi/Vôlei Bauru         | 22–25 | 21–25 | 15–25 |       |       | 58–75 | Relatório |

#### Sexta rodada
| Data   | Hora  |                       | Placar |                                           | Set 1 | Set 2 | Set 3 | Set 4 | Set 5 | Total | Relatório    |
| ------ | ----- | --------------------- | ------ | ----------------------------------------- | ----- | ----- | ----- | ----- | ----- | ----- | ------------ |
| 16 set | 19:30 | Energis 8/São Caetano | 3–1    | AGEE-Atacadão/São Carlos                  | 21–25 | 25–17 | 25–18 | 25-16 |       | 96–60 | [ Relatório] |
| 16 set | 20:30 | Sesi/Vôlei Bauru      | 3–0    | Osasco Audax                              | –     | –     | –     |       |       | 0–0   | [ Relatório] |
| 17 set | 18:00 | Barueri               | 3–0    | Vôlei Valinhos/Vôlei Just For You/Vinhedo | –     | –     | –     |       |       | 0–0   | [ Relatório] |
| 20 set | 20:00 | Pinheiros             | 3–0    | Vôlei Taubaté                             | 25–18 | 25–17 | 25–20 |       |       | 75–55 | [ Relatório] |

#### Sétima rodada
| Data   | Hora  |                                           | Placar |                       | Set 1 | Set 2 | Set 3 | Set 4 | Set 5 | Total | Relatório    |
| ------ | ----- | ----------------------------------------- | ------ | --------------------- | ----- | ----- | ----- | ----- | ----- | ----- | ------------ |
| 13 set | 20:00 | Vôlei Valinhos/Vôlei Just For You/Vinhedo | 0–3    | Energis 8/São Caetano | 23–25 | 24–26 | 16–25 |       |       | 63–76 | [ Relatório] |
| 23 set | 19:30 | AGEE-Atacadão/São Carlos                  | 0–3    | Pinheiros             | –     | –     | –     |       |       | 0–0   | [ Relatório] |
| 23 set | 20:30 | Osasco Audax                              | 3–1    | Barueri               | 25–27 | 25–19 | 25–15 | 15-11 |       | 90–61 | [ Relatório] |
| 24 set | 19:00 | Vôlei Taubaté                             | 0–3    | Sesi/Vôlei Bauru      | 20–25 | 21–25 | 21–25 |       |       | 62–75 | [ Relatório] |

## Fase final
A segunda fase é jogada pelas quatro equipes classificadas, sendo disputado em uma série de 2 jogos.
|  | Semi-Finais (Melhor-de-2 com Set de ouro) 6 a 9 de outubro de 2022 | Semi-Finais (Melhor-de-2 com Set de ouro) 6 a 9 de outubro de 2022 | Semi-Finais (Melhor-de-2 com Set de ouro) 6 a 9 de outubro de 2022 | Semi-Finais (Melhor-de-2 com Set de ouro) 6 a 9 de outubro de 2022 | Semi-Finais (Melhor-de-2 com Set de ouro) 6 a 9 de outubro de 2022 |   |    | Final (Melhor-de-2 com Set de ouro) 13 a 18 de outubro de 2022 | Final (Melhor-de-2 com Set de ouro) 13 a 18 de outubro de 2022 | Final (Melhor-de-2 com Set de ouro) 13 a 18 de outubro de 2022 |   |  |
|  |                                                                    |                                                                    |                                                                    |                                                                    |                                                                    |   |    |                                                                |                                                                |                                                                |   |  |
|  |                                                                    |                                                                    |                                                                    |                                                                    |                                                                    |   |    |                                                                |                                                                |                                                                |   |  |
|  | 1º                                                                 | Sesi/Vôlei Bauru                                                   | 3                                                                  | 3                                                                  | -                                                                  |   |    |                                                                |                                                                |                                                                |   |  |
|  | 4º                                                                 | Energis 8/São Caetano                                              | 0                                                                  | 0                                                                  | -                                                                  |   |    |                                                                |                                                                |                                                                |   |  |
|  |                                                                    |                                                                    |                                                                    |                                                                    |                                                                    |   | 1º | Sesi/Vôlei Bauru                                               | 3                                                              | 3                                                              | - |  |
|  |                                                                    | 2º                                                                 | Pinheiros                                                          | 0                                                                  | 1                                                                  | - |    |                                                                |                                                                |                                                                |   |  |
|  | 2º                                                                 | Pinheiros                                                          | 3                                                                  | 3                                                                  | -                                                                  |   |    |                                                                |                                                                |                                                                |   |  |
|  | 3º                                                                 | Osasco Audax                                                       | 2                                                                  | 2                                                                  | -                                                                  |   |    |                                                                |                                                                |                                                                |   |  |

#### Semifinal
SF1
| Data  | Hora  |                       | Placar |                       | Set 1 | Set 2 | Set 3 | Set 4 | Set 5 | Total | Relatório    |
| ----- | ----- | --------------------- | ------ | --------------------- | ----- | ----- | ----- | ----- | ----- | ----- | ------------ |
| 1 out | 19:00 | Energis 8/São Caetano | 0–3    | Sesi/Vôlei Bauru      | –     | –     | –     |       |       | 0–0   | [ Relatório] |
| 8 out | 21:30 | Sesi/Vôlei Bauru      | 3–0    | Energis 8/São Caetano | 25–15 | 25–15 | 25–19 |       |       | 75–49 | [ Relatório] |

SF2
| Data  | Hora  |              | Placar |              | Set 1 | Set 2 | Set 3 | Set 4 | Set 5 | Total | Relatório    |
| ----- | ----- | ------------ | ------ | ------------ | ----- | ----- | ----- | ----- | ----- | ----- | ------------ |
| 1 out | 21:30 | Osasco Audax | 2–3    | Pinheiros    | –     | –     | –     |       |       | 0–0   | [ Relatório] |
| 9 out | 19:00 | Pinheiros    | 3–2    | Osasco Audax | –     | –     | –     |       |       | 0–0   | [ Relatório] |

#### Final
| Data   | Hora  |                  | Placar |                  | Set 1 | Set 2 | Set 3 | Set 4 | Set 5 | Total | Relatório    |
| ------ | ----- | ---------------- | ------ | ---------------- | ----- | ----- | ----- | ----- | ----- | ----- | ------------ |
| 13 out | 21:30 | Pinheiros        | 0–3    | Sesi/Vôlei Bauru | 21–25 | 20–25 | 24–26 |       |       | 65–76 | [ Relatório] |
| 16 out | 11:00 | Sesi/Vôlei Bauru | 3–1    | Pinheiros        | 25–19 | 25–21 | 16–25 | 25-19 |       | 91–65 | [ Relatório] |

## Premiação
| Campeonato Paulista de Voleibol Feminino de 2022 |
| ------------------------------------------------ |
| Sesi/Vôlei Bauru Campeão (2.º título)            |